# Staurocephalus clavata
Staurocephalus clavata är en ringmaskart som beskrevs av Wolf 1986. Staurocephalus clavata ingår i släktet Staurocephalus och familjen Dorvilleidae. Inga underarter finns listade i Catalogue of Life.